# Campionato cipriota di calcio a 5 2006-2007
Il campionato cipriota di calcio a 5 2006-2007 è stato l'ottavo campionato cipriota di calcio a 5 ed è stato giocato nella stagione 2006/2007. Modificato il regolamento, sono stati soppressi i playoff finali e la vittoria è andata all'AGBU Ararat.

## Stagione regolare
| Pos | Squadra        | Pti | G  | V  | N | P  | GF | GS |
| --- | -------------- | --- | -- | -- | - | -- | -- | -- |
| 1   | AGBU Ararat    | 40  | 14 | 13 | 1 | 0  | 89 | 23 |
| 2   | Parnassos      | 33  | 14 | 11 | 0 | 3  | 69 | 26 |
| 3   | G.C. School    | 28  | 14 | 9  | 1 | 4  | 44 | 20 |
| 4   | Omonoia Target | 21  | 14 | 7  | 0 | 7  | 55 | 52 |
| 5   | Cyprus College | 15  | 14 | 4  | 3 | 7  | 44 | 54 |
| 6   | Livadiakos     | 15  | 14 | 4  | 3 | 7  | 39 | 57 |
| 7   | APOK           | 10  | 14 | 2  | 4 | 8  | 28 | 80 |
| 8   | Pegasos        | 0   | 14 | 0  | 0 | 14 | 0  | 56 |